# Плоске (місцевість)
Пло́ске (рос. Пло́ское) — історична місцевість у Подільському районі у Києві. Орієнтовно простягається між вулицями Нижній Вал, Кирилівською, Заводською і Київською гаванню.
Прилягає до місцевостей Рибальський острів, Щекавиця і Юрковиця. На території Плоского були вперше знайдені пам'ятки трипільської культури, розкопано Кирилівську стоянку (XXV—XV тис. до н.е).
За часів Київської Русі була ремісничим передмістям Києва, знана як поселення Плосколіськ або Плеснеськ. Було знищене під час навали військ хана Батия. За середньовіччя відродилося як Плосколіська слобідка або Плоский ліс. У 1539 році згадується як с. Плоске, чиї землі у XVII столітті були поділені між Кирилівським монастирем і кафедрою католицького єпископа. З 1787 року — у державному володінні. Наприкінці XVIII століття, після впорядкування річища р. Глибочиці (Канави), прилеглі до неї квартали Плоского згадуються як Заканав'я. Стара забудова і планування Плоского були знищені під час пожежі у 1811 році. В процесі реконструкції Подолу в 1810—30-і роки Плоске було поглинуте ним і як самостійне поселення припинило існувати.
У 1834—1919 роках у Києві діяла Плоска поліційна частина (у 1797—1834 роках — 2-га Подільська частина, в 1917—1919 роках — Плоский / Плаский / Пласький район), яка охоплювала Плоске, Куренівку і Пріорку, а до 1879 року — також Лук'янівку із Сирцем.
Назву Плоска вулиця до 1869 року мала більша частина сучасної Кирилівської вулиці між Ярославською вулицею і Подільським узвозом.